# 相生獅子
『相生獅子』（あいおいじし）とは、歌舞伎および日本舞踊の演目のひとつ。本来の外題は『風流相生獅子』（ふうりゅうあいおいじし）。

## 解説
享保19年(1734年)3月江戸中村座の『枩今様曽我』（じゅうはちこういまようそが）の三番目に、初代瀬川菊之丞によって初演された。作曲は杵屋喜三郎と考えられている。長唄の石橋物の曲としては現存する最古のもの。
初演のときには浅間物の一部として演じられており、菊之丞演じる傾城奥州が悪人に殺されてのち、その恋人の夢の中に亡霊としてあらわれ、そこで石橋の所作を踊るというものであった。しかし初演の時の振付けは絶え、現行のものは日本舞踊の各流派で新たに振り付けされたものである。初代菊之丞が踊った時には傾城姿であったが、現行では傾城の姿の事もあれば、姫の姿二人で踊る事もある。しかしいずれにしても内容は、恋に物思う女心を踊って見せたあと手獅子を持っての所作となって一旦引っ込むと、頭に白毛や赤毛の獅子の鬘をつけ再び舞台に出、「獅子とらでんの舞楽の砌」と石橋物では定番となっている唄で獅子の所作を見せ、幕となる。